# قالی‌کوه
قالی‌کوه بختیاری یا غالیه‌کوه بختیاری یکی از کوهستان‌های شهرستان الیگودرز در استان لرستان است که از شاخه‌های فرعی رشته‌کوه زاگرس محسوب می‌شود. این کوه مهم‌ترین سرچشمه رود دز است که  به استناد نقشه دِم 30 متر ناسا 4053 متر ارتفاع دارد. 
این کوه از شمال غربی به سراب کیگوران، از شرق به روستای کیزان‌دره و دره دورک و از جنوب شرقی به آبشار آب‌سفید ختم می‌شود. در شمال این رشته‌کوه، دشت لاله‌های واژگون دالانی قرار دارد. دامنه قالی‌کوه ییلاقات و چراگاه عشایر ایل بختیاری است.